# (7983) Festin
(7983) Festin (1980 FY) – planetoida z pasa głównego asteroid okrążająca Słońce w ciągu 3,18 lat w średniej odległości 2,16 j.a. Odkryta 16 marca 1980 roku.